# Acte (arts escèniques)
Un acte és cadascuna de les parts en què es divideix una obra escènica (òpera, teatre…), generalment separada per un interval. Tradicionalment, després de cada acte es solia tancar el teló. Els actes es solen troba subdividits en escenes o quadres.
El nombre d'actes varia d'un a cinc. El concepte d'acte no existia al teatre grec clàssic: la subdivisió en tres actes data de l'època hel·lenística. Horaci, en la seva Ars Poetica, concep cinc actes, «Que la teva faula, en cinc actes compartida, mai es mostra més o menys prolongat» una subdivisió que els clàssics des del Renaixement van aplicar rigorosament, tot i que a les Espanyes s'opta més aviat per tres actes. Des del romanticisme es van abondonar les normes rigoroses. Al teatre modern, generalment, les obres es divideixen un dues parts, amb un sol intermedi.

## Divisió tradicional en tres actes
S'il·lustra la divisió tradicional en tres actes amb l'exemple de l'obra teatral Terra baixa, de l'autor Àngel Guimerà

### Acte primer
En aquest acte hi veurem l'introducció del personatge principal i el món que l'envolta. Es produirà una mena de presentació dels fets que estan per ocòrrer a l'obra i els conflictes que succeïran fins donar pas al següent acte. L'objectiu és introduir l'espectador a poc a poc en la història que se li està narrant mitjançant l'actuació dels personatges els quals es van donant a conèixer durant tota l'obra.
L'obertura és l'inici en el qual es presenta el protagonista de la història i el lloc on el situem, és a dir, el punt des del qual comença l'acció que es va concretant a poc a poc per a major comprensió. En aquest, apareix la qüestió que canviarà la vida o la situació del protagonista recentment presentat, l'oportunitat de canvi que marcarà l'inici de l'acció més endavant i que es fa notori per a aquells que es troben observant l'obra.
El conflicte arriba al seu punt més àlgid i dona pas al segon acte, de manera que durant tot aquest primer ha anat creixent la tensió fins a arribar al centre de la història on el protagonista es veu submergit. Afecta a l'estructura de l'obra i el comportament o arcs argumentals dels seus personatges principals i secundaris.

### Acte segon
A l'acte segon, s'abandona el confort del principi per iniciar l'aventura o qüestió principal per la qual es troba el protagonista en eixa situació. Va aprenent lliçons i superant proves segons avança la història per tal que al final d'aquesta en arribar a l'acte tercer sigui capaç d'evolucionar i resoldre aquells problemes que n'han derivat. En total aquest acte ocuparia aproximadament un 50% o més de l'obra representada o escrita.
Es produeix al moment en què el protagonista es veu forçat a triar una manera amb la qual resoldre el problema que l'ha portat a eixa situació, de manera que aquesta elecció determina el desenvolupament de la història que ocorrerà successivament. En quest moment és on apreciem els defectes i virtuds del personatge que li dificultaran constantment el seu avanç per arribar a la fi de la qüestió.
De sobte al personatge principal se li presenta una situació en la qual s'adona que el seu plan o el seu camí es veu sabotejat, ha de canviar completament d'actitud i d'accions per poder seguir. És el que anomenaríem plot twist o gir argumental a meitat de la trama, la qual augmentarà el conflicte a causa d'aquest imprevist del protagonista i incrementarà a la segona part de l'acte.
Ja quasi ens trobem al punt més àlgid. La tensió augmenta de manera desmesurada a l'obra pel fet que ens trobem aproximadament al 75% d'aquesta i el protagonista es veu sobrepassat per la situació que no aconsegueix resoldre de cap de les maneres. Hi trobem el cop de realitat, deixant enrere les possibles mentires que s'han anat construint i deixant pas a l'aparició de l'antagonista o event que ho complica tot més.

### Acte tercer
L'últim tram de la història on s'ha de resoldre el problema principal, reuneix de nou forces i finalment amb les lliçons que ha anat descobrint a poc a poc aconsegueix posar-li fi a allò que el turmenta o li complica la vida. L'objectiu d'aquest acte és tancar la història ja siga amb un final trist o alegre per al protagonista, i aquest ocuparia el 25% restant aproximadament.
El protagonista ja coneix què és exactament el que ha de fer per a acabar amb la situació que porta al darrere tota l'obra i reuneix els seus coneixements i les ajudes necessàries per posar-li fi. Els espectadors poden rebre o no la informació per tal de mantenir la tensió prèvia al clímax de manera que no saben si el plan del protagonista funcionarà o tal volta haurà d'improvisar.
És l'enfrontament decisiu amb l'antagonista o bé amb la situació que posarà fi a tota l'obra. La tensió arriba al seu màxim i els espectadors es veuen completament immersos a la història per saber com evoluciona aquest personatge amb allò que ocorre, amb conseqüències inesperades i completament evidents que faran als personatges esbrinar què era allò que els faltava a les seues vides o durant el temps que tractaven de resoldre els seus problemes.
El final decisiu, en aquest hi veiem com o bé la qüestió s'ha resolt o bé el protagonista s'ha vist sobrepassat completament deixant un final tràgic contrari a allò que s'esperava. En aquest no es deixa oberta cap altra possibilitat ni història inconclusa, sinó que es busca tancar tot des de les coses més menudes fins les més grans per tal que els espectadors entenguin que l'obra ha arribat al seu fi.